# Armando Xavier Ochoa

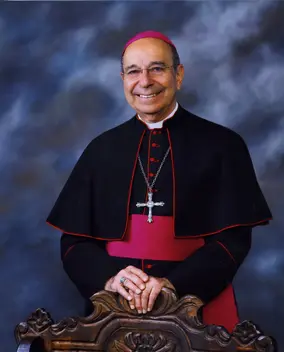
Porträt im bischöflichen Gewand

Bischofswappen von Armando Xavier Ochoa

Armando Xavier Ochoa (* 9. April 1943 in Oxnard, Kalifornien) ist ein US-amerikanischer Geistlicher und emeritierter römisch-katholischer Bischof von Fresno.

## Leben
Armando Xavier Ochoa wurde im kalifornischen Oxnard geboren. Er besuchte die dortige Santa Clara Elementary School und danach die Santa Clara High School, an welcher er im Jahr 1961 seinen Schulabschluss erwarb. Ein Jahr später trat er in das St. John’s Seminary in Camarillo ein.
Ochoa empfing am 23. Mai 1970  die Priesterweihe durch Erzbischof Timothy Manning für das Erzbistum Los Angeles. Fortan war er in Gemeinden in East Los Angeles, Baldwin Park und Los Angeles tätig. Im Dezember 1984 wurde er zum Pastor der Sacred Heart Church in Los Angeles ernannt. Ochoa war seit 1982 Päpstlicher Ehrenkaplan.
Papst Johannes Paul II. ernannte ihn am 23. Dezember 1986 zum Weihbischof in Los Angeles und Titularbischof von Sitifis. Der Erzbischof von Los Angeles, Roger Michael Mahony, spendete ihm am 23. Februar des nächsten Jahres die Bischofsweihe; Mitkonsekratoren waren die Weihbischöfe in Los Angeles John James Ward und Juan Alfredo Arzube.
Am 1. April 1996 wurde er zum Bischof von El Paso ernannt und am 26. Juni desselben Jahres in das Amt eingeführt. Die Zeremonie fand im El Paso Civic Center im Beisein von 4000 Gläubigen statt und wurde von Patrick Fernández Flores, dem Erzbischof von San Antonio, geleitet.
Am 1. Dezember 2011 wurde er zum Bischof von Fresno ernannt und am 2. Februar des nächsten Jahres in das Amt eingeführt.
Papst Franziskus nahm am 5. März 2019 seinen altersbedingten Rücktritt an.